# Tsuchigumo
Tsuchigumo (土蜘蛛), littéralement « araignée de terre », est un terme historique japonais désignant péjorativement les clans renégats, ainsi que le nom d’un yōkai (esprit) arachnéen dans le folklore. Dans la mythologie, les termes yatsukahagi (八握脛) et ōgumo (大蜘蛛, « araignée géante ») en sont des variantes. Dans les chroniques Kojiki et Nihon Shoki, le synonyme homophone 都知久母 est utilisé, de même que dans les fudoki des provinces de Mutsu, Echigo, Hitachi, Settsu, Bungo, Hizen, etc.

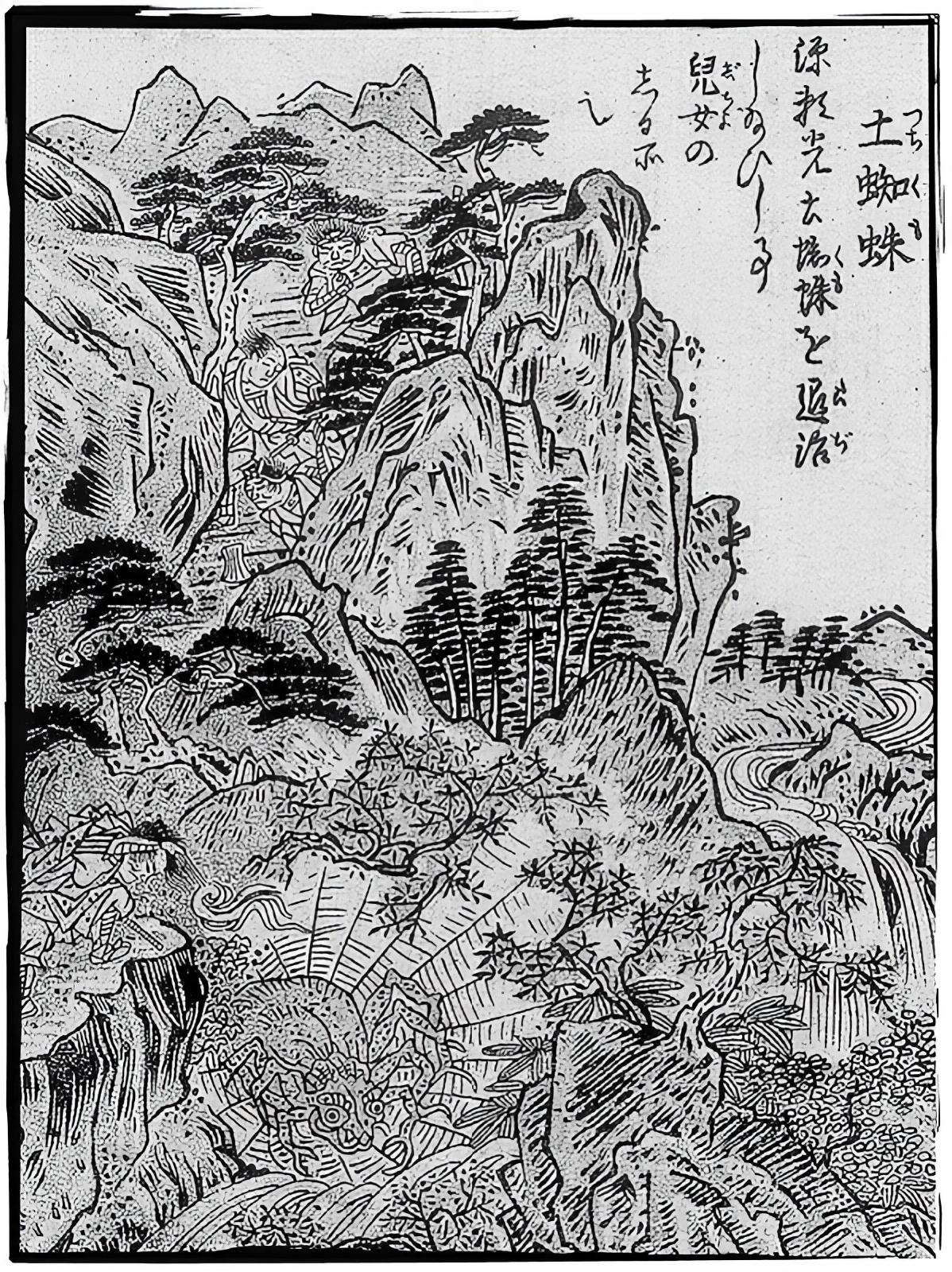
Tsuchigumo (yōkai) dans le Konjaku Gazu Zoku Hyakki de Toriyama Sekien.

Le nom japonais pour les larges espèces de tarentules ōtsuchigumo vient de la ressemblance avec les tsuchigumo, bien que le mythe ne fasse pas ce rapprochement. Aucune espèce de tarentule n’est originaire au Japon, si bien que la similarité avec les grandes araignées du folklore qui aiment se cacher sous terre est une coïncidence (le fait qu'aucune espèce de tarentule n'est originaire du Japon ne constitue en aucun cas une preuve d’absence de lien étymologique, le mythe peut tout à fait avoir une origine exogène). Les divers mythes ultérieurs mentionnant un corps de tigre suggèrent comme source d’inspiration l’Haplopelma hainanum, communément appelée le « tigre de terre » en Chine pour son corps poilu et à rayure et son agressivité.

## Tsuchigumodans l’histoire
Selon l’érudit Motoori Norinaga, le terme tsuchigumo était utilisé dans l’ancien Japon pour désigner péjorativement les indigènes n’ayant pas fait allégeance à l’empereur.

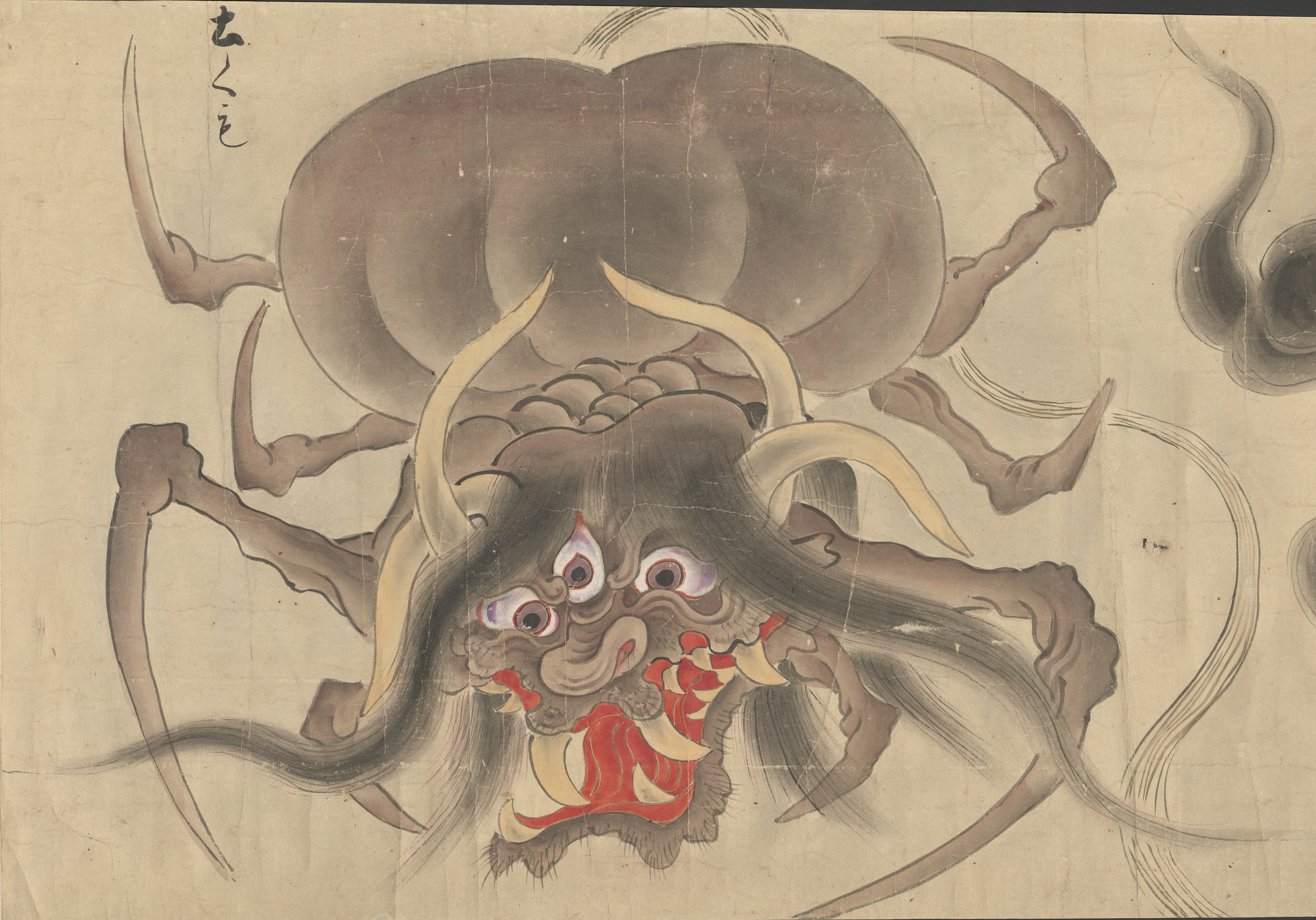
Tsuchigumo de Bakemono no e rouleau

Il existe des débats sur l’origine historique ou mythologique du mot. Un premier point de vue se base sur d’anciens documents historiques rapportant que les rebelles faisant la guerre à l’empereur étaient décrits comme des oni (« démons ») à la cour, reflétant tant le mépris que la volonté d’associer directement ces ennemis à des démons. Tsuchigumo pourrait avoir été un mythe plus ancien et obscur repris pour désigner les menaces moins fortes pour la cour, gagnant ainsi en popularité. Un second point de vue fait dériver le terme tsuchigumo de tsuchigomori (土隠), littéralement « ceux qui se cachent dans la terre ». Ce terme caractérisait une pratique répandue chez les clans ruraux, l’utilisation de cavernes naturelles et la création de buttes creuses et fortifiées pour des besoins militaires et résidentiels. Cette origine suggère qu’appeler les clans renégats tsuchigumo était à l’origine un calembour ayant peu à peu pris le sens d’araignées intelligentes voire anthropomorphes, d’abord de façon allégorique, puis comme un mythe à part entière.
Dans les anciennes chroniques historiques, tsuchigumo est utilisé tant pour des individus – bandits, rebelles, chefs de clan rétif –, que pour des clans entiers, bien que le sens reste parfois ambigu. Il s’agit en tout cas de désigner des personnes ou des clans qui défiaient de façon répétée et plus ou moins anonyme l’autorité de l’empereur, généralement par des guérillas ou la dissimulation de richesse.

### Tsuchigumode Katsuragi
Les clans des montagnes Yamato Katsuragi-san étaient particulièrement connus parmi les tsuchigumo. Le Katsuragi-hitokotonushi-jinja s’élève sur une butte peut-être créée par des tsuchigumo ; la légende rapporte que l’empereur Jinmu y fit enterrer séparément la tête, le corps et les pieds de tsuchigumo capturés afin qu’ils ne pussent revivre.
Dans la région du Yamato (de nos jours essentiellement la préfecture de Nara), le folklore prête aux tsuchigumo une caractéristique physique qui ne se retrouve pas ailleurs, celle d’avoir une queue. Cette particularité se retrouve dans le Nihon Shoki où le fondateur du Yoshino no Futo (吉野首) y possède une « queue glorieuse » et où le fondateur du Yoshino no Kuzu (国樔) « a des queues pouvant déplacer de grands rochers (磐石, iwa) » ; les indigènes de la région sont donc décrits comme non humains. Même dans le Kojiki, les gens de la région de l’actuelle Sakurai sont des « tsuchigumo qui ont une queue adulte ».

### Chroniques sous l’empereur Keikō
L’année 72 du Hizen no Kuni fudoki rapporte que l’empereur Keikō en route vers l’île Shiki (志式島) (Hirado) découvrit avec son expédition deux îles. Voyant de la fumée s’y élever, l’empereur décida de les explorer et découvrit que le tsuchigumo Oomimi (大耳) vivait sur la plus petite des îles, tandis que Taremimi (垂耳) vivait sur la plus grande. Capturés et sur le point de mourir, tous deux se prosternèrent devant l’empereur, implorant pardon et déclarant vouloir à présent lui « verser des tributs ».
Dans le Bungo no Kuni fudoki, de nombreux tsuchigumo apparaissent, tels que les Itsuma-hime (五馬姫) de la montagne d’Itsuma (五馬山) ; les Uchisaru (打猴), Unasaru (頸猴), Yata (八田), Kunimaro (國摩侶) et Amashino (網磯野) de la plaine de Negi (禰宜野), les Shinokaomi (小竹鹿臣) de Shinokaosa (小竹鹿奥) ; enfin les Ao (青) et les Shiro (白) de la grotte Nezumi (鼠の磐窟). En outre figure l’histoire des Tsuchigumo Yasome (土蜘蛛八十女), rebelles finalement défaits par la cour impériale. Le terme « yaso » (八十), littéralement quatre-vingts, signifie au sens figuré « plusieurs », et « me » signifie « femme » ; il est possible que plusieurs femmes de chefs de clans opposés à la cour rencontrèrent une fin héroïque en mourant auprès des hommes. Mais il est aussi rapporté que ces Tsuchigumo Yasome, des femmes chefs de clans locaux, se dissocièrent des renégats et furent ainsi épargnées par la cour impériale.
Selon le Nihon Shoki, l’empereur Keikō arriva à Hayami (Ookita) alors qu’il avait douze ans (en l’an 82 des chroniques), et il apprit de la reine de la région, Hayatsuhime (速津媛), l’existence d’une vaste caverne dans les montagnes nommée Nezumi où vivaient deux tsuchigumo, Shiro et Ao. Puis à Negino (禰疑野) (Naoiri), on lui indiqua la présence de trois autres tsuchigumo nommés Uchizaru (打猿), Yata (八田) et Kunimaro (国摩侶, 国麻呂). Ces cinq hommes avaient de nombreux alliés, et auraient refusé de suivre les ordres de l’empereur.

## Tsuchigumodans les mythes

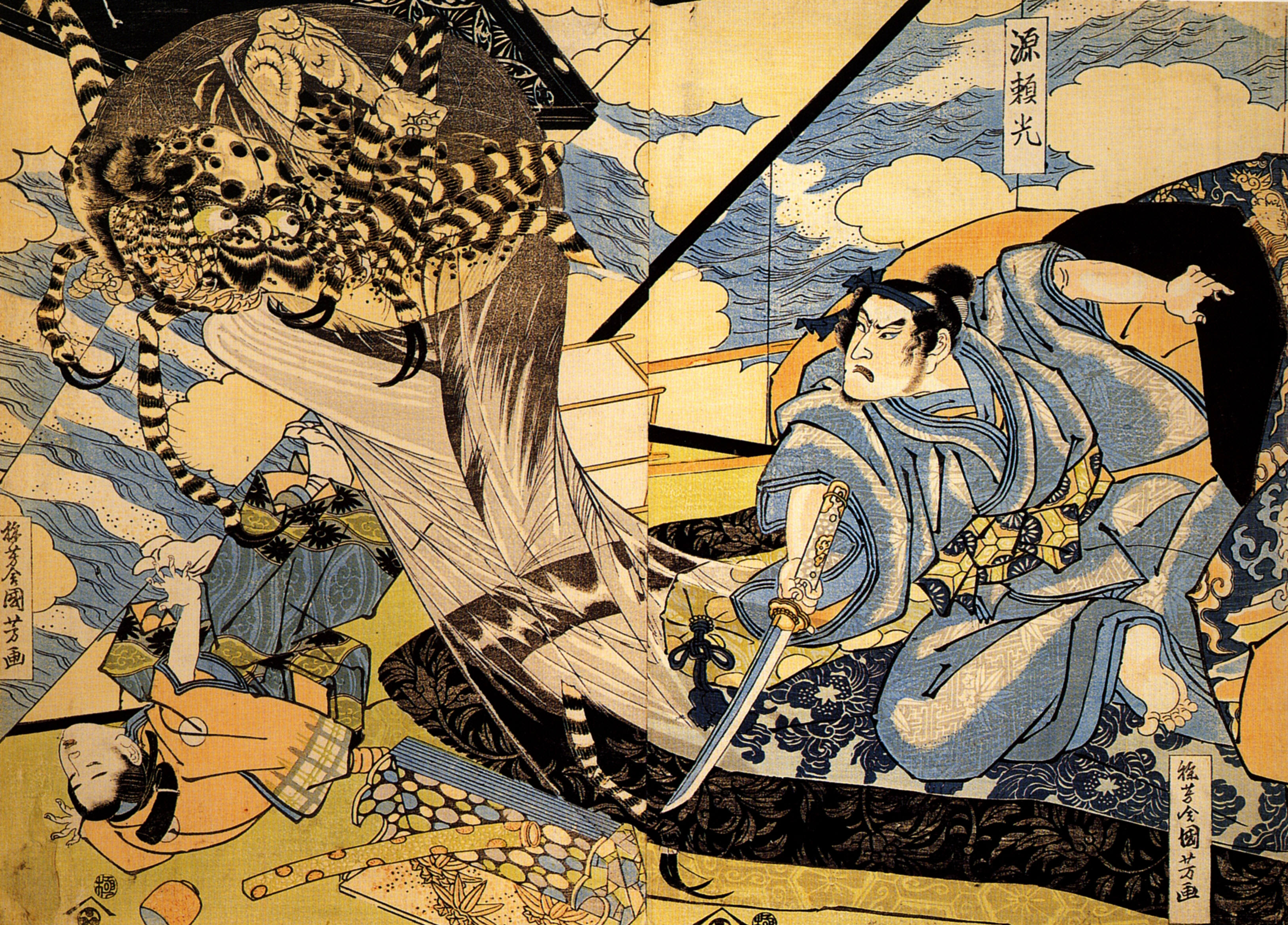
Estampe représentant Minamoto no Yorimitsu pourfandant un yōkai tsuchigumo. Utagawa Kuniyoshi, début de l’ère Ansei.

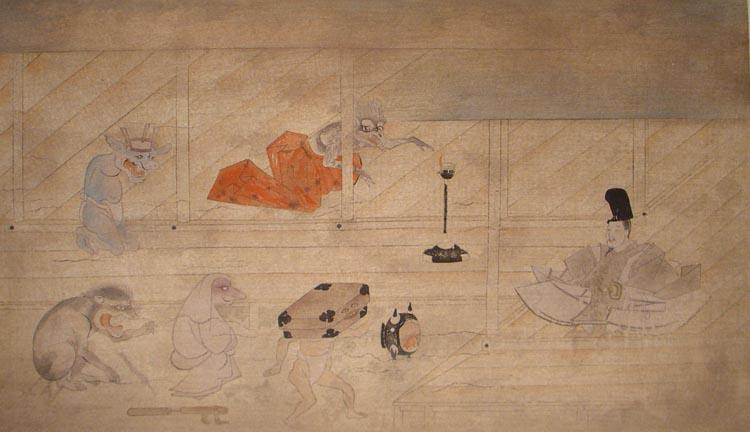
Quelques-uns des nombreux yōkai apparaissant devant Minamoto no Yorimitsu à Nagoya. Rouleau illustré de Tsuchigumo, XIVe siècle, musée national de Tokyo.

Avec le temps, le tsuchigumo devint également un yōkai. Dans le folklore, ils étaient décrits avec des têtes d’oni, des bras et jambes d’araignées, portant des vêtements de géants et vivant dans les montagnes où ils capturaient des voyageurs dans leurs toiles pour les dévorer.
Dans le Tsuchigumo sōshi (土蜘蛛草紙) datant du XIVe siècle, des tsuchigumo apparaissent dans la capitale sous forme de monstres. Le récit raconte que le commandant Minamoto no Yorimitsu (milieu de l’époque de Heian), connu pour avoir pourfendu Shuten-dōji, rencontra avec son serviteur Watanabe no Tsuna un crâne volant dans une montagne au nord de Kyoto. Yorimitsu le suivit jusqu’à un vieux domaine où divers yōkai les tourmentèrent. Puis à l’aube, une belle femme apparut pour les duper, mais Yorimitsu la trancha avec son katana. Poursuivant leur périple, ils parvinrent à une grotte dans un repli de la montagne où se trouvait une araignée géante, véritable forme de tous les monstres précédents. Yorimitsu trancha la tête de l’araignée après une longue bataille, et la tête de 1990 morts sortirent de l’estomac du monstre. De plus, une multitude de petites araignées s’échappèrent de ses flancs et vingt crânes furent retrouvés,.
Plusieurs hypothèses ont cours quant à l’origine de ce récit. Dans le Heike monogatari, un moine étrange et très grand apparut à Yorimitsu, alité en raison de la malaria, pour le capturer. Malgré sa maladie, Yorimitsu le blessa avec son célèbre sabre, Hizamaru (膝丸), le forçant à fuir. Le lendemain, il mena ses quatre rois gardiens sur la trace sanglante du moine jusqu’à une butte derrière le Kitano-jinja, où ils découvrirent une araignée géante de 1,2 mètre de large (4 shaku). Yorimitsu et ses gens la capturèrent, la transpercèrent avec un pic en fer et l’exposèrent au bord d’une rivière. Aussitôt, sa maladie le quitta, si bien qu’il donna pour nom à son sabre Kumo-kiri (蜘蛛切り), « trancheuse d’araignée ». La véritable identité du tsuchigumo est décrite comme l’onryō (« esprit vengeur ») d’un ancien chef de clan local défait par l’empereur Jinmu. Ce conte est aussi rapporté dans la pièce de nô Tsuchigumo.
Dans un autre récit, le père de Yorimitsu, Minamoto no Mitsunaka, conspira avec un oni et un clan local de tsuchigumo contre le clan Fujiwara. Cependant, il est dit que durant le Anna no Hen (安和の変, « incident Anna ») en 969, il trahit le clan tsuchigumo pour se protéger, si bien que son fils Yorimitsu et ses rois gardiens auraient été maudits par des yōkai tsuchigumo et des oni.
Au Jōbonrendai-ji de Kyoto se trouve une stèle, Ason-no-tsuka (源頼光朝臣塚), identifiant une ancienne butte dans un cimetière, dont la légende raconte qu’il s’agissait d’une butte de tsuchigumo ; un bûcheron ayant abattu un arbre près de la butte tomba mystérieusement malade et mourut. Une autre butte au Ichijō-dōri de Kyoto fut selon les mythes bâtie par un tsuchigumo, et des lanternes retrouvées lors d’une fouille ont été associées à ces araignées ; comme il était dit que ces lanternes pouvaient aussi bien apporter la fortune que la malédiction des tsuchigumo, elles furent confiées au Tōkō-Kannon-ji de Kyoto.
Il existe un yōkai similaire nommé umigumo (海蜘蛛) vivant sur la côte de Kyūshū, pouvant lancer des fils de leur bouche et attaquer des gens.

Rouleau illustré de Tsuchigumo, parties huit à treize.

## Sources de la traduction
- (ja)/(en) Cet article est partiellement ou en totalité issu des articles intitulés en japonais « 土蜘蛛 » (voir la liste des auteurs) et en anglais « Tsuchigumo » (voir la liste des auteurs).